# Задорожье (Костромская область)
Задорожье — деревня в Судиславском сельском поселении Судиславского района Костромской области России. 

## История
Согласно Спискам населенных мест Российской империи в 1872 году деревня относилась к 1 стану Костромского уезда Костромской губернии и располагалась на торговом тракте из Судиславля в село Молвитино Буйского уезда. В ней числилось 6 дворов, проживало 20 мужчин и 35 женщин.
Согласно переписи населения 1897 года в деревне проживало 33 человека (11 мужчин и 22 женщины).
Согласно Списку населенных мест Костромской губернии в 1907 году деревня относилась к Завражьинской волости Костромского уезда Костромской губернии. По сведениям волостного правления за 1907 год в ней числилось 11 крестьянских дворов и 70 жителей. Основным занятием жителей была работа малярами и шерстобитный промысел.

## Население
| 2008 | 2010 | 2014 |
| ---- | ---- | ---- |
| 0    | →0   | →0   |